# 합스부르크성

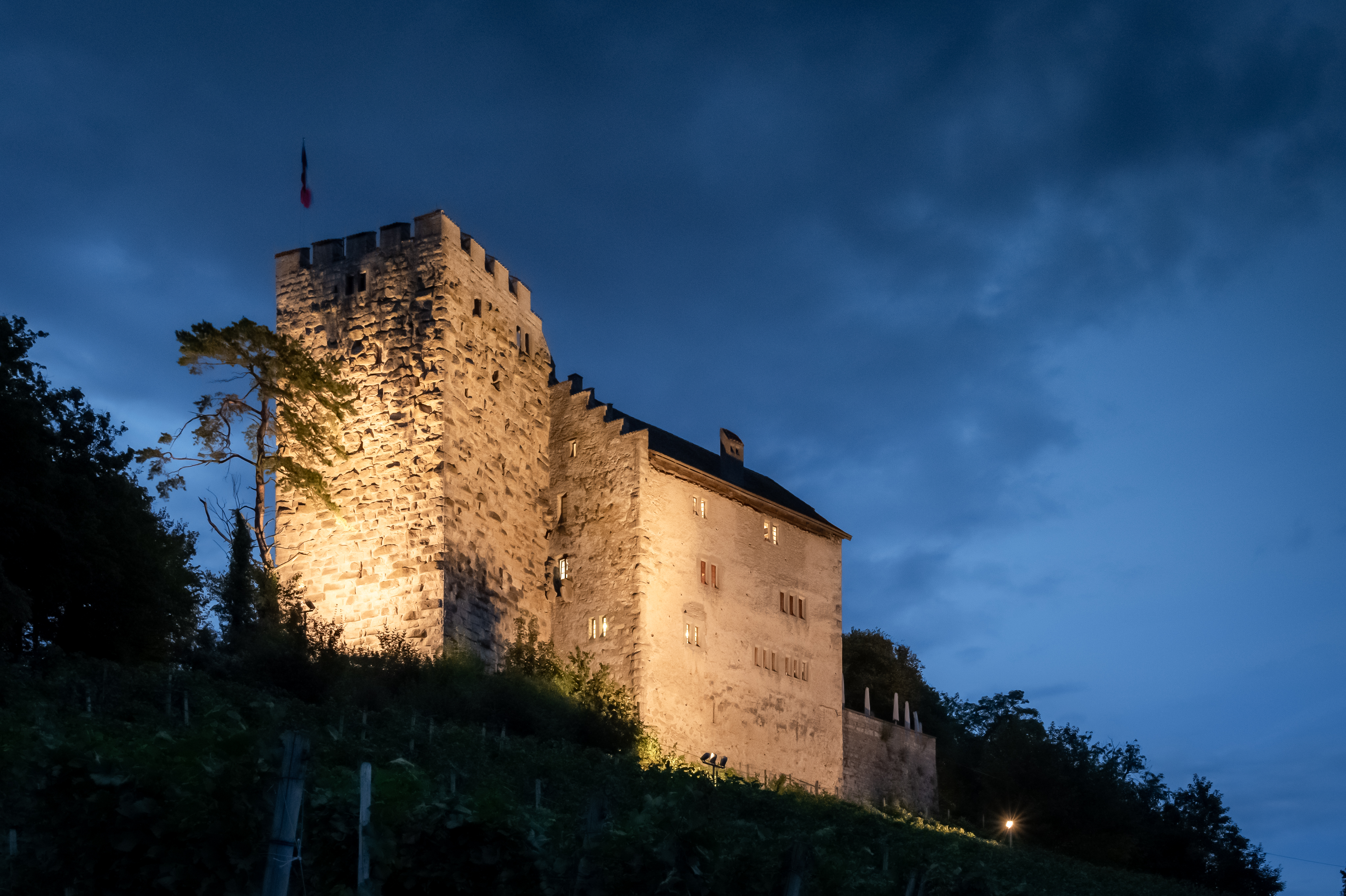

합스부르크성(독일어: Schloss Habsburg 슐로스 합스부르크[ˌʃlɔs ˈhaːpsbʊʁk][*])는 스위스 아르가우주 합스부르크 아레강 옆에 소재한 조그마한 중세 성관이다. 1020년경 슈바벤 공국의 봉신인 클레트가우 백작 라드보트가 축성했고, 이후 합스부르크 백작의 거성으로 쓰였다. 신성로마제국과 오스트리아 제국의 황제위를 차지한 합스부르크가의 고향이다.